# Barbezieux-Saint-Hilaire
Barbezieux-Saint-Hilaire település Franciaországban, Charente megyében. Lakosainak száma 4738 fő (2022. január 1.). Barbezieux-Saint-Hilaire Barret, Criteuil-la-Magdeleine, Lagarde-sur-le-Né, Reignac, Saint-Bonnet, Saint-Médard, Salles-de-Barbezieux, Montmérac, Vignolles és Bellevigne községekkel határos.

## Népesség
A település népességének változása:
| Lakosok száma | 5198 | 4774 | 4819 | 4687 | 4774 | 4687 | 4672 | 4714 | 4751 | 4738 |
|               | 1975 | 1990 | 1999 | 2008 | 2013 | 2015 | 2017 | 2019 | 2020 | 2022 |